# Sterilizace (mikrobiologie)
Sterilizace (nebo také sterilace) je soubor činností směrujících k odstranění nebo usmrcení buněk v daném prostředí. Metody používané pro sterilaci mají dlouhou historii. Louis Pasteur poprvé použil tepla pro uchování vína (1864) a již předtím bez plného chápání procesu bylo tepla používáno v konzervačním průmyslu (cca 1700). Další sterilační techniky jako filtrace byly užity v 19. století.

## Rozdělení

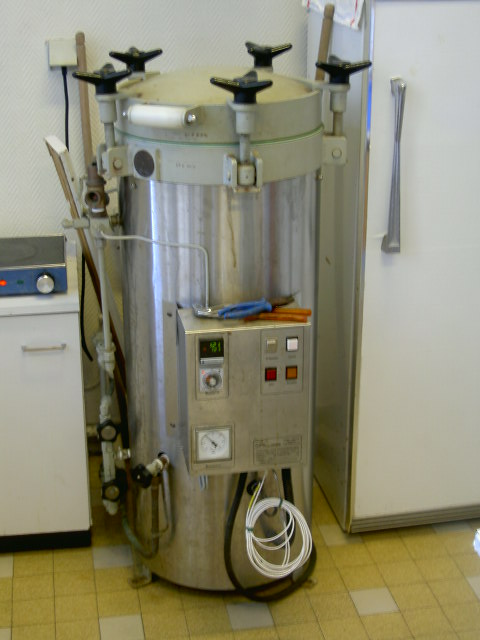
Autokláv s horním plněním

Buňky se usmrcují buďto suchým teplem (vzduchem), nebo vlhkým teplem za použití Kochova hrnce či autoklávu. Zvláštním případem použití vlhkého tepla je frakcionovaná sterilace. Usmrcování buněk mikroorganizmů může též probíhat při použití záření (např. UV, ionizující) či mikrobicidními plyny.
Jiné rozdělení spočívá ve fyzikálních (horký vzduch, přehřátá pára, ionizační záření) a chemických metodách (chemické roztoky, mikrobicidní plyny).
Speciálním druhem sterilizace je kontinuální sterilizace, která probíhá nepřetržitě.
Var není plně účinná metoda sterilace.

### Sterilizace vlhkým vzduchem
Sterilizace vlhkým vzduchem je nejčastějším a nejspolehlivějším typem sterilace nástrojů a laboratorních materiálů. V průběhu této sterilizace dochází ke karamelizaci cukrů, denaturaci bílkovin (při vyšším obsahu bílkovin v materiálu je nutno sterilaci prodloužit), inaktivaci vitamínů, Maillardově reakci sacharidů s aminokyselinami, polymeraci a hydrolytickému poškození sloučenin. Provádí se buďto za použití Kochova hrnce (vodní pára do 100 °C) nebo autoklávu (vodní pára o teplotě 121 °C při tlaku 101,5 kPa a době okolo 23 min.). Zvláštním případem sterilace vlhkým teplem je pak použití frakcionované sterilace.

### Sterilizace suchým vzduchem
Jedná se o méně častý sterilizační postup, který je také méně účinný. Využívá se nejčastěji ke sterilizaci skleněných a kovových předmětů, v plameni o 160 °C a výše. Teplota musí působit delší čas.

### Sterilizace UV zářením
Používá se často v laboratořích a zdravotnických zařízeních k likvidaci buněk na objektech a nástrojích používaných k úkonům vyžadujícím aseptické prostředí.

### Sterilizace mikrobicidními plyny
Tento typ usmrcování buněk se používá k ošetření předmětů či povrchů v laboratořích. Jeho velkou nevýhodou je však možná reakce plynu s komponenty, nespolehlivé působení a nebezpečí výbuchu. Typickým představitelem plynu pro sterilizaci je Ethylenoxid.

### Sterilizace filtrací
Při sterilizaci tekutých materiálů (např. vakcíny, séra) v biotechnologických laboratořích a ve zdravotnictví se používá filtrace přes speciální filtr (např. nitrocelulózový) o velikosti pórů 0,1-0,2 μm.

### Sterilizace odstraněním
Při sterilizaci není nutné patogeny zabít, ale lze je pouze odstranit. Například při mytí látky není třeba použít vysoké teploty k zabíjení patogenů, ale stačí stejně efektivně pečlivě vymýt látku při nízkých teplotách.

## Faktory ovlivňující průběh sterilizace
Samotný proces sterilizace je ovlivňován řadou činitelů. Sterilizace v otevřeném prostředí je ovlivňována chemickými a fyzikálními vlastnostmi. Velkou roli hraje teplota. V případě sterilizace chemických sloučenin hraje roli pH a obsah bílkovin. Dalším významným faktorem je též počáteční kontaminace, tedy počáteční množství buněk.

## Měření účinnosti sterilizace
K určení účinnosti sterilizace se používá řada matematických výpočtů. Jedním z nich je výpočet cílové kontaminace, kdy cílová kontaminace je rovna počtu kontaminačních řádů (rozdíl počáteční a koncové kontaminace, měřený v řádech) kráte čas potřebný na snížení o jeden řád; při určité teplotě. Indikátorem sterilizace je pak mikrob Bacillus stearothermophylus, který vydrží 121 °C 8 -12 s. Jeho čas pro snížení úrovně kontaminace o jeden řád je pak 1,5 – 4 sekundy.

## Kosmický výzkum
Cca 15 procent nákladů při přípravě kosmických sond stojí sterilizace. Sondy jsou připravovány ve filtrovaném, extrémně čistém prostředí. Dekontaminaci sondy od pozemského života nelze provést z principiálních důvodů absolutně, ale lze minimalizovat pravděpodobnost biologické kontaminace cílové planety: při pravděpodobnosti 1:1000 (10−3) se předpokládá, že jen v jednom případě z tisíce by mohlo k lokální kontaminaci dojít.
Horká pára při teplotě 120 až 135 °C působící desítky minut běžné užívaná v chirurgii nebo mikrobiologii (autokláv) způsobuje korozi a nedostane se pod povrch.
Pro kosmické účely je zapotřebí hloubková sterilizace všech jednotlivých prvků, optimálně i kompletní sondy. Použitelné je „vypékání“ při teplotách nad 110 °C za extrémně malé vlhkosti po dobu mnoha desítek hodin, což je však na hranici maximální zátěže elektroniky. Další variantou je záření gama paprsky při dávkách kolem 2,5 Mrad (vysoce nad letálním účinkem), problém je ovšem opět trvanlivost elektroniky a optiky. V současnosti je běžná kombinace různých metod povrchové i hloubkové sterilace v maximálně čistém až aseptickém prostředí.